# La Hoằng Chứng
La Hoằng Chứng (tiếng Trung: 羅弘証, sinh ngày 26 tháng 7 năm 1989) là một diễn viên, ca sĩ và Đào Viên.Anh là thành viên của nhóm nhạc nam Đài Loan SpeXial từ 2012 đến 2018.

## Tiểu sử

### Tuổi thơ
La Hoằng Chứng được sinh ra vào ngày 26 tháng 7 năm 1989 tại thành phố Zhongli, Taoyuan đô thị. Gia đình ông bao gồm cha mẹ và một người em trai. Ông đã theo học và tốt nghiệp đại học nghệ thuật biểu diễn quốc gia Đài Loan. Anh xuất hiện lần đầu vào năm 2007, đóng vai phụ trong The X-Family, trong khi anh ra mắt với tư cách là một ca sĩ đến hai năm sau là một thành viên của nhóm Wu Hu Jiang.

## Phim

### Truyền
| Năm  | Phim                     | Nhân vật                  | Ghi chú      |
| ---- | ------------------------ | ------------------------- | ------------ |
| 2007 | The X-Family             | Cang Qiong                | Phụ          |
| 2009 | K.O.3an Guo              | Huang Zhong               | Vai chính    |
| 2010 | Gloomy Salad Days        | Ah Jie Zheng              | Hai tập phim |
| 2010 | Love Buffet              | Hombre                    | Guest        |
| 2011 | Hayate the Combat Butler | Duanmu Zeyu               | Phụ          |
| 2013 | Fabulous Boys            |                           | Invitado     |
| 2013 | KO One Re-act            | Gu Zhan                   | Phụ          |
| 2014 | The X-Dormitory          | Hu Yan Jue Luo Cang Qiong | Vai chính    |
| 2014 | Angel 'N' Devil          | Gou Zhui                  | Phụ          |
| 2015 | Moon River               | Gui Tang                  | Guest        |
| 2016 | KO One Re-member         | Gu Zhan                   | Vai chính    |
| 2016 | High 5 Basketball        | Ke Wei Zhen               | Vai chính    |
| 2018 | KO One Re-call           | Gu Zhan                   | Vai chính    |
| 2018 | Campus Heroes            | Lu Da Xiang               | Vai chính    |